# Yarralumla
Yarralumla est un important quartier du district « Canberra Sud », dans la capitale de l'Australie. Situé à environ 3,5 kilomètres au sud-ouest du centre-ville, il s'étend le long de la rive sud-ouest du lac Burley Griffin.
Les premiers Européens s'installent dans la région en 1828 et appellent l'endroit « Yarralumla » en 1834 du nom donné à la région par les Aborigènes Ngunnawal, appelée « Yarrowlumla » (nom retrouvé dans certains documents du XIXe siècle). En 1891, Frederick Campbell, petit-fils de Robert Campbell (en), qui avait construit à côté de Yarralumla le quartier de Duntroon (en), construit sur sa propriété une grande maison en briques, de nos jours la Government House (en), résidence officielle du gouverneur général d'Australie.
Le quartier de Yarralumla est officiellement créé en 1928 ; aujourd'hui, il compte environ 3 000 habitants. Ces dernières années, il est devenu l'un des quartiers les plus recherchés et les plus huppés de la ville en raison de ses vastes rues ombragées, de la proximité du lac et de sa position centrale dans la ville. Il comprend beaucoup d'ambassades, notamment dans la partie est.

## Géographie
Yarralumla est situé dans le district central de Canberra Sud. Il est frontalier avec le lac Burley Griffin au nord, la Commonwealth Avenue (en) et Capital Hill à l'est, l'Adelaide Avenue et la Cotter Road au sud, et avec le barrage Scrivener, Lady Denman Drive et une partie de la rivière Molonglo à l'ouest.
Bien qu'Yarralumla soit l'un des plus grands quartiers de Canberra en termes de superficie, sa population reste faible, car il est à moitié composé d'espaces verts et de zones non-résidentielles, dont Weston Park, Stirling Park, le Royal Canberra Golf Club (en), et le domaine de la Government House (en). Une assez grande partie des bâtiments de Yarralumla est occupée par des ambassades.
Le quartier des ambassades se trouve a l'extrémité est de Yarralumla, près de Stirling Park. C'est la partie la plus vallonnée de Yarralumla ; la Parliament House et le triangle parlementaire y sont situés.
Les rues de Yarralumla portent le nom de gouverneurs et de botanistes australiens. La plupart des anciennes rues du quartier sont disposées selon un plan hippodamien avec quelques sections courbées, tandis que les rues du quartier des ambassades sont légèrement sineuses ; le contour du quartier est marqué par une rue plus ou moins circulaire. Parmi les principales rues de Yarralumla figurent Banks Street, Novar Street et Hopetoun Circuit de direction nord-sud, et Schlich Street, Loftus Street et Weston Street dans la direction est-ouest. Le quartier abritant principalement des ambassades et des bâtiments universitaires, il ne comporte aucune route prioritaire. Depuis Yarralumla, l'accès au reste de la ville peut être effectué par Adelaide Avenue, Commonwealth Avenue, Lady Denman Drive ou encore Cotter Road, qui se trouvent toutes le long des frontières du quartier. Depuis ces routes, l'on peut accéder à Yarralumla en empruntant notamment Coronation Drive, Hopetoun Circuit et Novar Street.

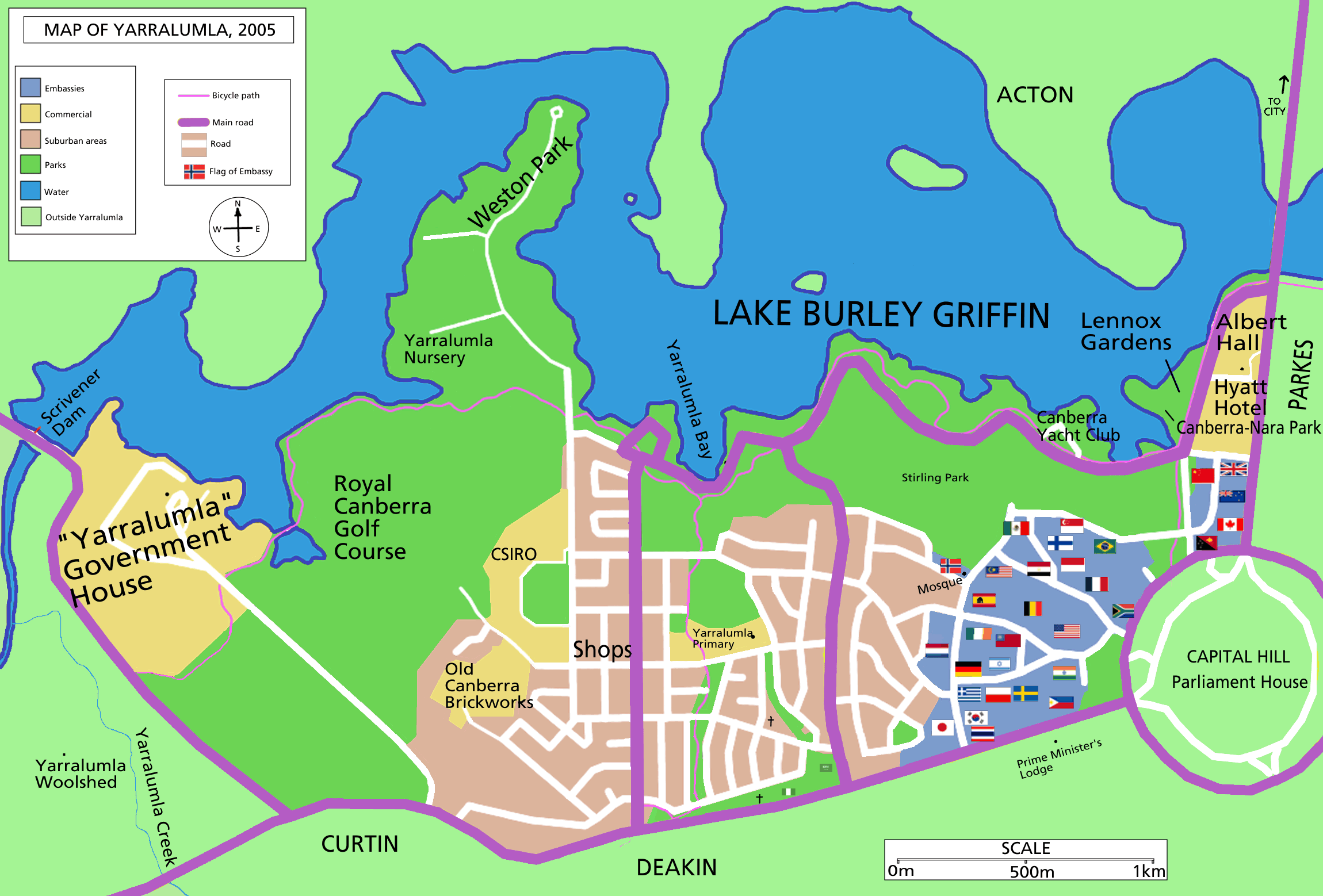
Carte du quartier de Yarralumla, situé au sud du lac Burley Giffin,.

Le quartier de Yarralumla est situé au-dessus de la formation géologique du même nom, qui est composée de mudstone et de siltstone ; elle a été créée il y a 425 millions d'années, durant le Silurien. La formation s'étend de Red Hill et Woden Town Centre (en) au sud jusqu'au lac Burley Griffin au nord, passant en-dessous du quartier de Yarralumla. La formation est une trace de la dernière période marine sédimentaire, qui date de l'époque où l'est de l'Australie était recouvert par des eaux peu profondes. Elle comporte des traces de fossiles de Trilobites, de corail et de Crinoïdes. La carrière de Yarralumla et l'anticlinal de Deakin sont des endroits où la formation est visible et étudiée.

## Histoire

### Colonisation
Le territoire de l'actuel Yarralumla est une partie de deux land grants, qui ont été cédés aux colons afin de construire des fermes. En 1828, Henry Donnison, un marchand sydnéen arrivé en Australie à bord du brick Ellen les 29 et 30 juillet 1828, reçoit une portion de terrain sur le côté ouest de Stirling Ridge. Un second terrain est cédé à William Klensendorlffe (un Allemand qui a combattu au sein de la British Navy et est arrivé en Australie en 1818), qui a acheté les terres de John Stephen le 7 mars 1839. Le terrain de Donnison est nommé Yarralumla lors d'un relevé de terrain effectué en 1834. Yarralumla est le nom donné à la région par les Ngunnawals ; ce mot pourrait signifier « écho ». La zone située à l'ouest de l'actuel quartier de Yarralumla était la paroisse de Yarrolumla (en).
En 1837, les terres Yarralumla sont rachetées par Sir Terence Aubrey Murray (en) (1810–1873), un important gouverneur de Nouvelle-Galles du Sud. Ce dernier s'y installe avec sa femme Mary Murray (née Gibbes, 1817–1858), la deuxième fille du Colonel John George Nathaniel Gibbes (en) (1787–1873). En 1859, Murray revend Yarralumla à son beau-frère, Augustus Onslow Manby Gibbes (1828–1897). Plus tard au courant de la même année, les parents d'Augustus viennent vivre dans la propriété de leur fils.

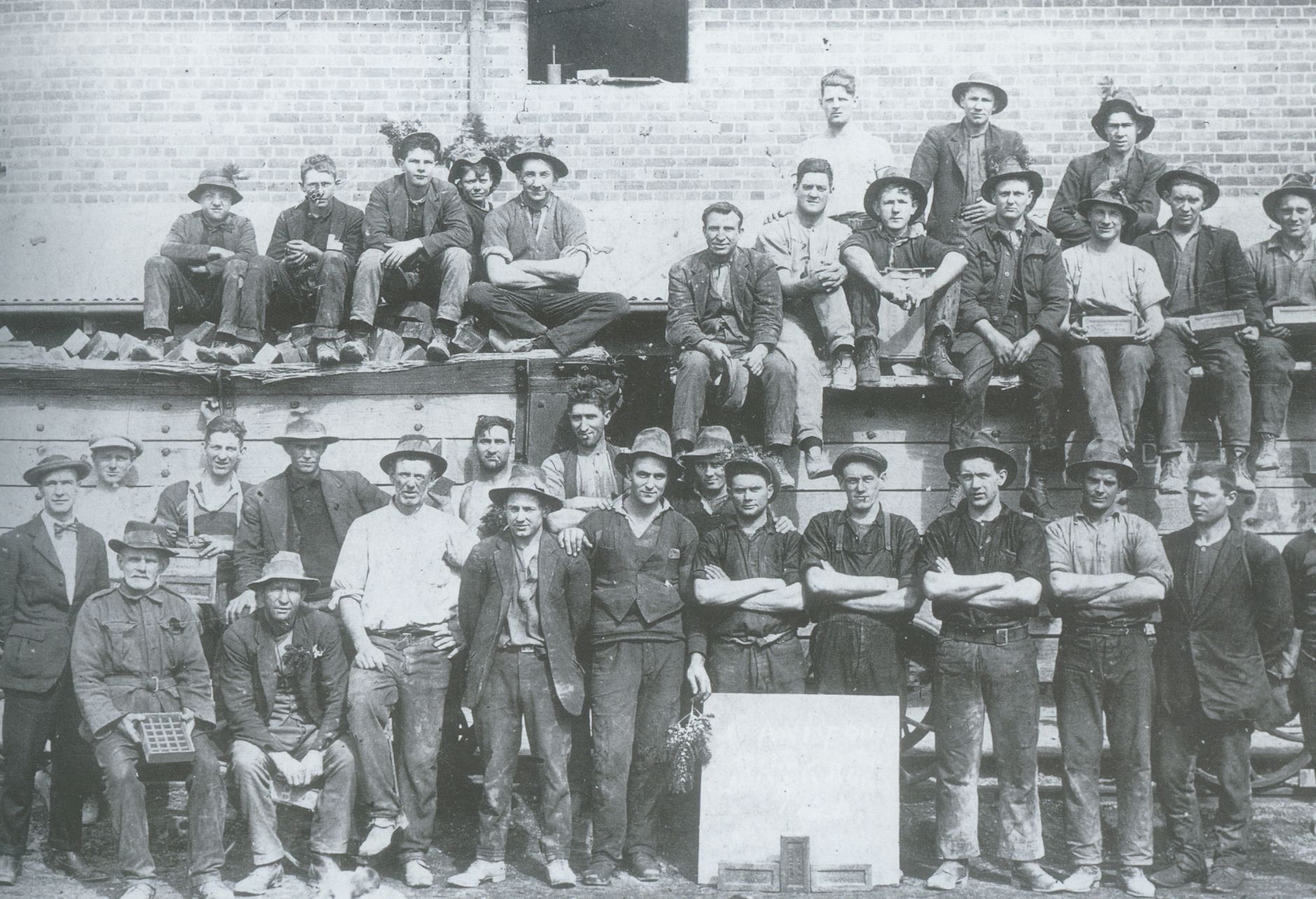
Des ouvriers de la carrière de Yarrlumla en 1924

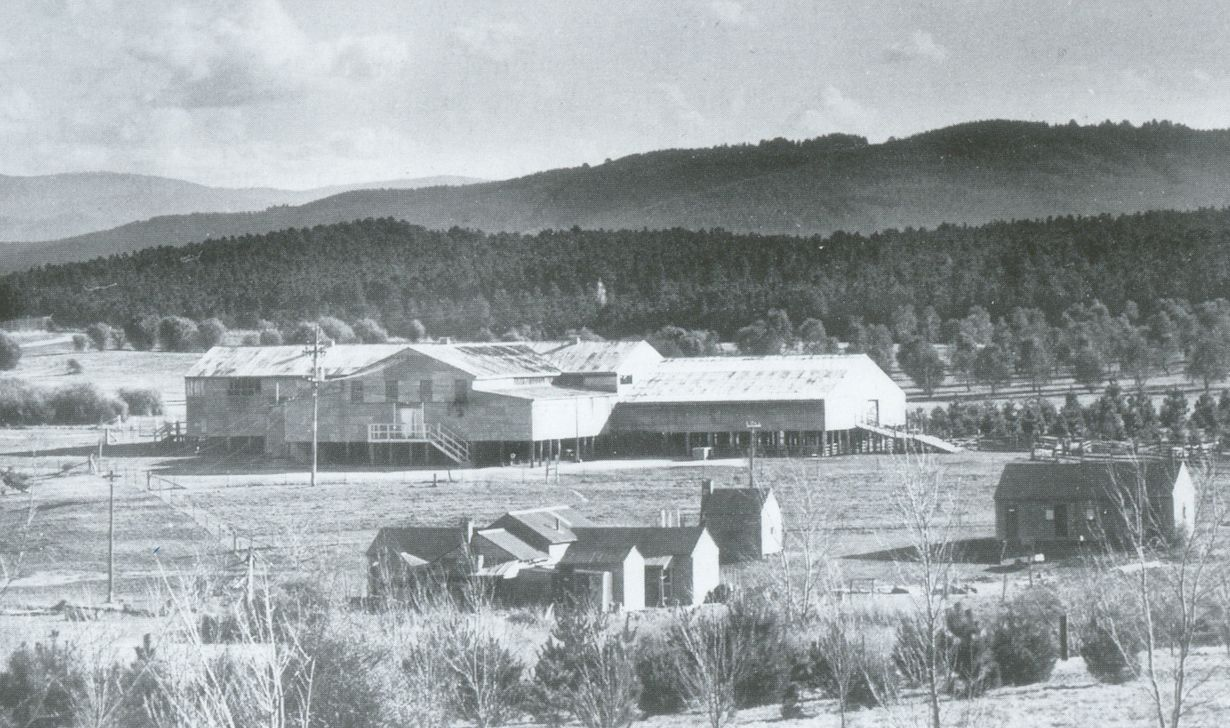
La bergerie en 1925

Augustus Gibbes améliore son domaine, et acquiert des terres supplémentaires par achat et location. Cependant, en 1881, ayant décidé de voyager en mer, il vend Yarralumla à Frederick Campbell, un descendant de Robert Campbell (en), pour la somme de 40 000 livres. Frederick Campbell érige une nouvelle maison en briques de trois étages sur l'ancien domaine de Yarralumla au début des années 1890. Cette maison constitue aujourd'hui les fondations de la Gouvernment House (en), la résidence officielle du Gouverneur général d'Australie. Campbell construit également une grande bergerie en bois en 1904 ; la structure existe toujours aujourd'hui.
En 1908, les Limestone Plains, dont fait partie le domaine de Yarralumla, sont choisies pour devenir le territoire de la capitale du Commonwealth d'Australie nouvellement créé. Peu après en 1913, le gouvernement australien rachète la propriété. Les fermiers locataires sont autorisés à rester sur leurs terres ; certains restent jusqu'en 1963, date à laquelle un barrage est construit sur la rivière Molonglo pour former le lac Burley Griffin.

### Développement
La construction de la capitale australienne étant en cours, la carrière de Yarralumla (en) est créée en 1913 pour fournir des matériaux de construction. Les briques provenant de la carrière sont utilisées pour la construction de beaucoup de bâtiments de Canberra, dont celle du parlement provisoire. En 1917, Walter Burley Griffin nomme le domaine autour des carrières Westridge. Une voie ferrée étroite est construite pour le transport des briques vers plusieurs chantiers du centre-ville de Canberra ; elle reliait notamment la carrière à la Parliament House, et à Kingston Power House entre autres,.

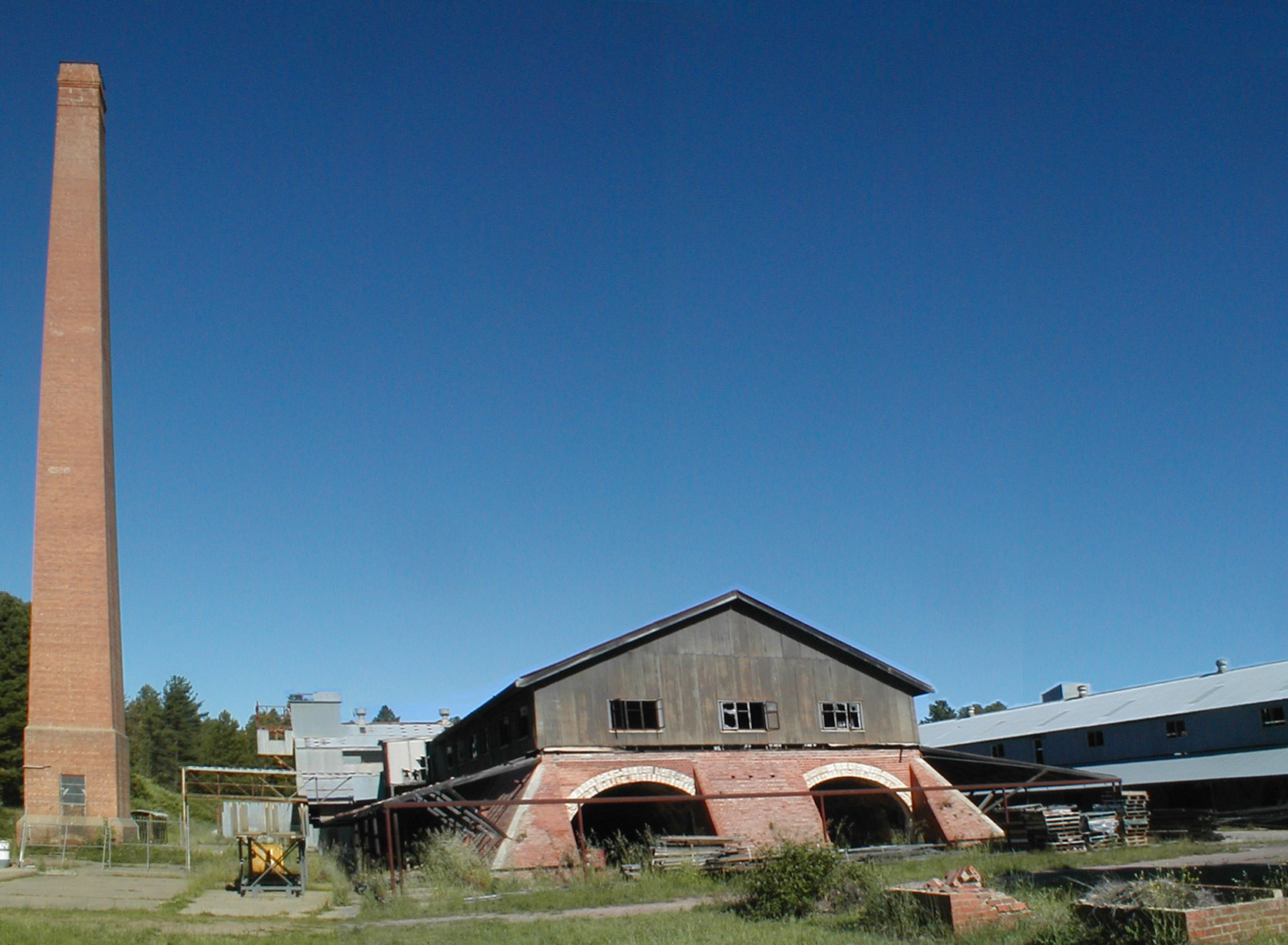
Le bâtiment de la carrière en 2006

La construction de la pépinière et de l'arboretum de Westbourne Woods (en) commence en 1914 ; un camp temporaire est installé à proximité de la carrière afin de loger les ouvriers. Thomas Charles Weston (en) est chef-superviseur du programme de boisement de Canberra entre 1913 et 1926, puis devient directeur du City Planting et enfin superintendant des parcs et jardins de la ville. Son rôle était d'examiner et de choisir les espèces végétales de l'arboretum de sorte qu'ils s'intègrent dans l'environnement de Canberra ; de 1913 à 1924, Weston supervise la croissance de plus de deux millions d'arbres qui ont ensuite été plantés à Canberra. Aujourd'hui, la quasi-totalité de l'arboretum de Westbourne Woods est loué au Royal Canberra Golf Club, le reste faisant partie de Weston Park. La pépinière de Yarralumla est toujours en activité, bien qu'elle n'agisse qu'à petite échelle en tant que fournisseur de gros aux entreprises et vendeur au détail directement au public.
En 1922, un camp de travailleurs est construit sur le côté est de Stirling Ridge afin de loger les ouvriers travaillant dans l'égout principal de Canberra. L'année suivante sont construites 62 petites maisons en bois de quatre pièces, pour pouvoir héberger les hommes d'affaires impliqués dans la construction du parlement provisoire. D'autres camps ont été créés à l'extrémité est de Stirling Park, sur les collines en face de l'actuelle Lotus Bay. Le premier d'entre eux, celui de l'entrepreneur John Howie (1922–30), se compose de vingt-cinq maisons en bois pour les hommes mariés et d'autres petites maisons en bois pour les hommes célibataires. Deux autres camps pour hommes célibataires ont été ouverts dans les environs : le Old Tradesmen's Camp (1923–27) et le No 1 Labourers Camp (1924–27). Les ouvriers travaillant à la construction de l'Hotel Canberra sont logés dans le camp d'Howie et les autres, qui construisent le Parlement et d'autres bâtiments administratifs, sont accueillis dans les autres camps.

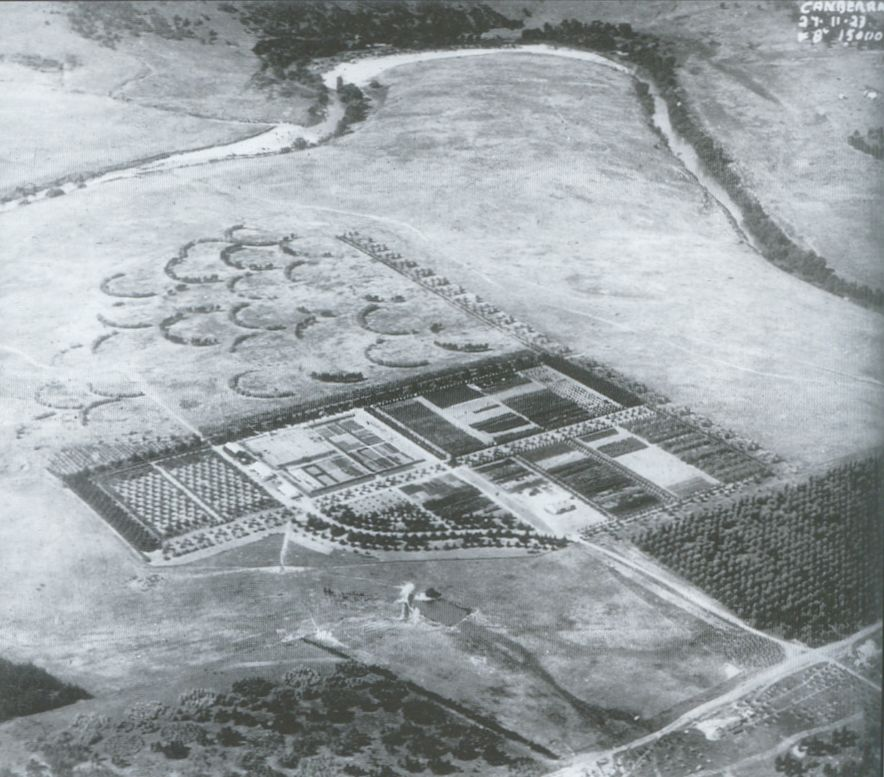
La pépinière de Yarralumla avec la rivière Molonglo en arrière-plan, 1923

Les camps de Stirling Park étaient nommés Westlake par leurs occupants, et précédemment « Gura Bung Dhaura » (« terre rocheuse ») par les aborigènes locaux. En 1925, ce quartier provisoire comptait 700 habitants ; cela représentait près d'un cinquième de la population du Territoire de la capitale australienne de l'époque. C'était alors le deuxième quartier le plus peuplé des environs, derrière celui de Molonglo, où résidaient 750 personnes. Le site a été choisi car il se situait près de la Parliament House, mais ne trouvait pas à proximité d'autres lieux hautement importants. Les maisons de Westlake commencent à être retirées au début des années 1950, le dernier logement ayant été enlevé en 1965. La plupart de ces habitations ont été transférées à Queanbeyan et sont toujours occupées aujourd'hui. L'actuel Stirling Park, situé près du quartier des ambassades dans l'est de Yarralumla, se trouve dans l'ancien quartier de Westlake.
L'École forestrière du Commonwealth est créée à Westridge, près de la carrière et de Westbourne Woods en 1926. Les premiers étudiants sont admis dès l'année suivante. Aujourd'hui, l'école et la résidence du principal, nommée Westridge House, sont situées dans la Banks Street. En 1975, l'école intègre le programme forestier du Commonwealth Scientific and Industrial Research Organisation (CSIRO). Westridge House, un bâtiment de style néo-Tudor, est rénové pour la somme de 500 000 $ ; elle est aujourd'hui occupée par le chef de la CSIRO.
En 1929, la liste électorale de Westridge recense 130 personnes. La majorité des habitants du quartier étaient des ouvriers travaillant à la carrière et à la pépinière. Westridge devient officiellement un quartier de Canberra en 1928.

### Après la Seconde Guerre mondiale

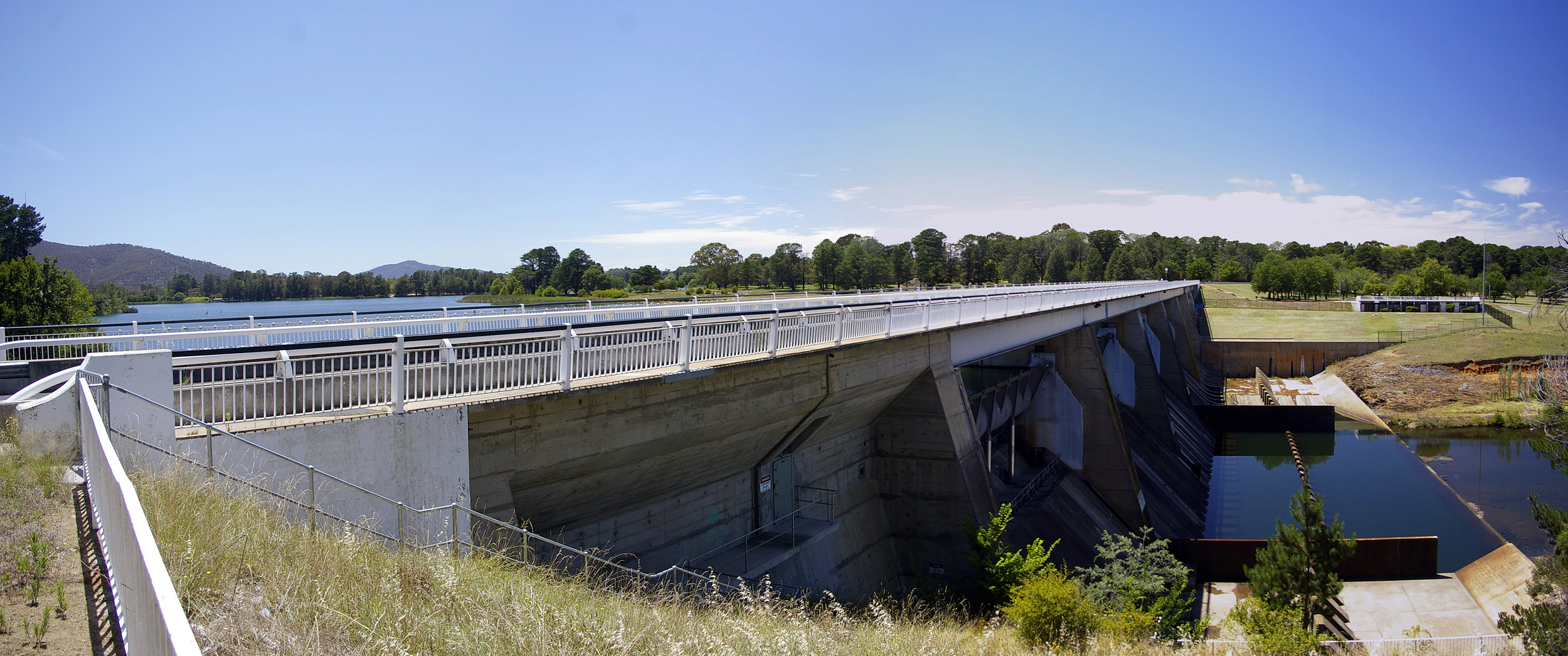
Le barrage Scrivener

Dans les années 1950, le quartier de Westridge prend le nom de Yarralumla. En 1963, le lac Burley Griffin en créé et le quartier de Yarralumla est agrandi et comprend désormais Westlake, qui faisait jusque-là partie du quartier d'Acton.
Après la Seconde Guerre mondiale, le quartier commence à s'étendre rapidement grâce à la construction de beaucoup de pavillons privés, et continue à attirer les classes populaire jusque dans les années 1960–70. La classe sociale des habitants de Yarralumla commence à changer à la suite de la création du lac Burley Griffin et des espaces verts alentour ; le quartier gagne alors de la réputation grâce à sa proximité avec le lac. Durant les années 1980, les prix des maisons commencent à monter et la population du quartier devient de plus en plus jeune. La plupart des maisons en briques et en béton construites par le gouvernement sont démolies pour être remplacées par d'autres logements plus grand et de styles variés.

## Démographie
En 1982, plus de 130 personnes sont inscrites sur les listes électorales de Westridge. Au recensement de la population en Australie de 2011, le quartier de Yarralumla compte 2 907 habitants, dont 48,2 % d'hommes. La population de Yarralumla ne comporte que 1,3 % aborigènes d'Australie, ce qui est considérablement en dessous de la moyenne nationale de 2,5 %. Dans le quartier, le pourcentage de personnes mariées compte six points de plus que la moyenne nationale, et la proportion de résidents qui ne sont jamais mariés est de quatre points en dessous de la moyenne du pays. Malgré le taux élevé de personnes mariées, 46,5 % des familles habitant à Yarralumla n'ont aucun enfant à charge, ce qui est plus élevée que les 37,8 % de moyenne nationale. Le recensement de 2006 montre que l'âge moyen des habitants de Yarralumla est de 47 ans, tandis qu'il est de 34 à Canberra. Le quartier compte beaucoup de personnes âgées pour une ville assez jeune ; l'âge moyen en Australie est de 37 ans. 38,2 % des résidents de Yarralumla sont âgés de 55 ans et plus, ce qui est élevé par rapport à la moyenne nationale, qui est de 25,6 %.
Yarralumla est un quartier relativement riche : en 2011, le salaire hebdomadaire moyen des habitants du quartier est de 1 139 $, ce qui est plus élevé que la moyenne du Territoire de la capitale australienne (917 $) et que la moyenne australienne (577 $). Environ 20 % des habitants du quartiers sont employés dans le service public ou les forces de défense, ce qui est légèrement inférieur à la moyenne du Territoire de la capitale (25,8 %), et beaucoup plus élevé que la moyenne australienne, qui est de 2,0 %. Ces revenus plus élevés proviennent du fait qu'Yarralumla soit essentiellement peuplé de cols blancs : 61,6 % de la population active du quartier travaille dans l'expertise ou la direction, ce qui est quasiment deux fois plus élevé que les 34 % de moyenne nationale. En revanche, seulement 3,4 % des habitants du quartier exercent une profession de col bleu, ce qui est très faible par rapport à la moyenne nationale de 16,0 %. La proportion de la population exerçant le métier de technicien ou d'ouvrier qualifié est trois fois moins élevée que la moyenne australienne.
À Yarralumla, le coût moyen des remboursements de prêts de logement atteint les 2 442 $ en 2011, tandis qu'il ne s'élève qu'à 2 167 $ dans le Territoire de la capitale et à 1 800 $ en Australie. Le prix moyen des logements à Yarralumla est d'environ 1 million de dollars, ce qui est presque deux fois plus élevé que la moyenne du Territoire de la capitale (530 000 $).
Le taux d'habitants propriétaires de leur logement est de 46,3 % à Yarralumla, ce qui est nettement supérieur à la moyenne nationale, qui est de 32,1 %. 26,9 % des logements de Yarralumla sont en location. Les logements du quartiers sont principalement des pavillons individuels 74,7 %, bien que le nombre de résidences augmente grâce à la reconversion de grands immeubles en logements pour deux personnes et en d'autres types de logements de densité moyenne. Malgré cela, seulement 2,6 % des habitants de Yarralumla vivent en appartement, soit un peu plus d'un quart de la moyenne nationale.
En 2011, Yarralumla comporte essentiellement des habitants nés en Australie (72,3 %) ; les autres lieux de naissances majoritaires des habitants du quartier sont l'Angleterre (6,6 %), suivie par la Nouvelle-Zélande (1,7 %) et l'Inde (1,5 %). Les habitants de Yarralumla ont une culture plus anglo-celtique que dans le reste de l'Australie : 84,8 % des habitants parlent l'anglais à la maison, soit plus que la moyenne nationale (76,8 %). Toutes les autres langues parlées dans les foyers de Yarralumla n'est parlée par plus de 2 % la population du quartier. L'italien, le français, l'allemand, le croate et l'hindi sont tous parlés par au moins 0,7 % des habitants de Yarralumla.
Les religions les plus répandues dans le quartier sont l'athéisme, le catholicisme, la religion anglicane, l'Église unifiée et le presbytérianisme. La proportion de la population affirmant ne pratiquer aucune religion est de 31,8 %, ce qui est plus élevé que la moyenne australienne (22,3 %).

## Infrastructures
Le petit centre commercial de proximité de Yarralumla est situé dans l'angle de Bentham Street et Novar Street. Il comporte un supermarché, une boulangerie, des pressings, un bureau de poste et vidéo club, une pharmacie, une boutique de cadeaux, un marchand de journaux ainsi que plusieurs restaurants et boutiques de spécialités culinaires. La première école de Yarralumla, la Catholic St Peter Chanel's Primary School, ouvre en 1956 ; elle ferme dans les années 1990. L'école primaire de Yarralumla (Yarralumla Public School) ouvre un an après celle de St Peter Chanel's, en 1957. Aujourd'hui, la moitié du bâtiment de l'école primaire est occupée par un foyer destiné aux élèves à problèmes comportementaux. Le quartier de Yarralumla comporte également une école maternelle montessorienne située à Loftus Street ainsi qu'une garderie, appelée Little Lodge (« la Petite Cabane »), dans la Macgillivray Street. À Yarralumla se trouve également une École japonaise complémentaire (en). Elle est située au sein de l'ambassade japonaise, mais ses cours sont dispensés à la Alfred Deakin High School (en) de Deakin. Elle a été créée le 1er août 1988.

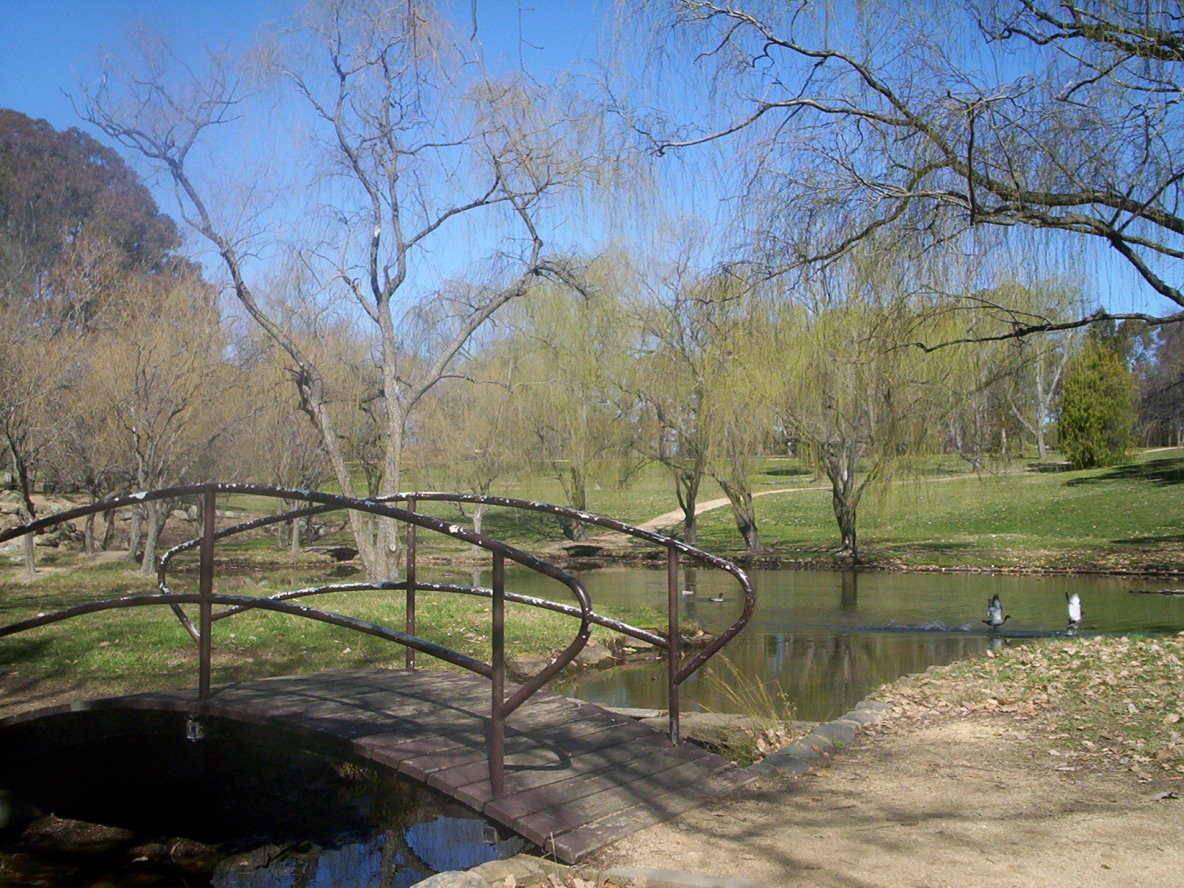
Weston Park

Le Weston Park (en) est situé sur une petite péninsule à l'extrémité est du lac Burley Griffin. Il comprend de zones réservées aux nageurs, des terrains de jeux pour enfants et des petits bains ainsi qu'un train miniature. C'est un endroit apprécié pour les barbecues et les pique-niques durant les weekends,. Le Weston Park forme, Yarralumla Bay et Lennox Gardens (en) (ce dernier comprenant un jardin japonais nommé Canberra Nara Park) et Stirling Park, une continuité de parcs s'étendant le long du côté sud du lac,.

## Transports
Comme une grande partie de la ville de Canberra, le transport public à Yarralumla est assuré par des bus de la société ACTION (en). Durant les week-ends, la ligne 2 dessert les stations de Yarralumla jusqu'aux échangeurs de Woden et la City (en) à Novar Street, Schlich Street et Hopetoun Circuit. Un bus dessert la ligne 2 toutes les 30 minutes jusqu'à 18 heures et toutes les heures de 18 à 23 heures. Durant les week-ends et les vacances scolaires, les bus de la ligne 932 desservent une fois par heure les mêmes stations que celles de la ligne 2.

## Politique
Yarralumla est situé dans la circonscription de Canberra (l'une des deux circonscriptions du Territoire de la capitale, l'autre étant celle de Fraser), qui est représentée par Gai Brodtmann (en) à la Chambre des représentants d'Australie. Historiquement, les deux circonscriptions du Territoire de la capitale sont des sièges du Parti travailliste australien. Le bureau de vote de Yarramula a enregistré une majorité de bulletins en faveur de la droite aux élections fédérales de 2013 ainsi qu'aux élections générales de 2012 (en)
À l'Assemblée législative du Territoire, Yarralumla fait partie de la circonscription de Molonglo, au sein de laquelle sont élus sept représentants, bien que le nombre de membres soit en révision en 2014. L'élection générale de 2012 [saw a swing in Yarralumla of 2,1 % away from the Labor Party and 10,0 % to the Liberal Party],.
La Yarralumla Residents Association (YRA) est une organisation créée dans le but de représenter les avis des habitants de Yarralumla. L'association combat la densification urbaine, et agit en faveur de la conservation d'espaces publics des habitats à faible densité. L'organisation s'est fortement opposée au gouvernement concernant les futurs plans de développement à Yarralumla ainsi qu'à propos de certains projets concernant la carrière de Yarralumla.

## Lieux particuliers

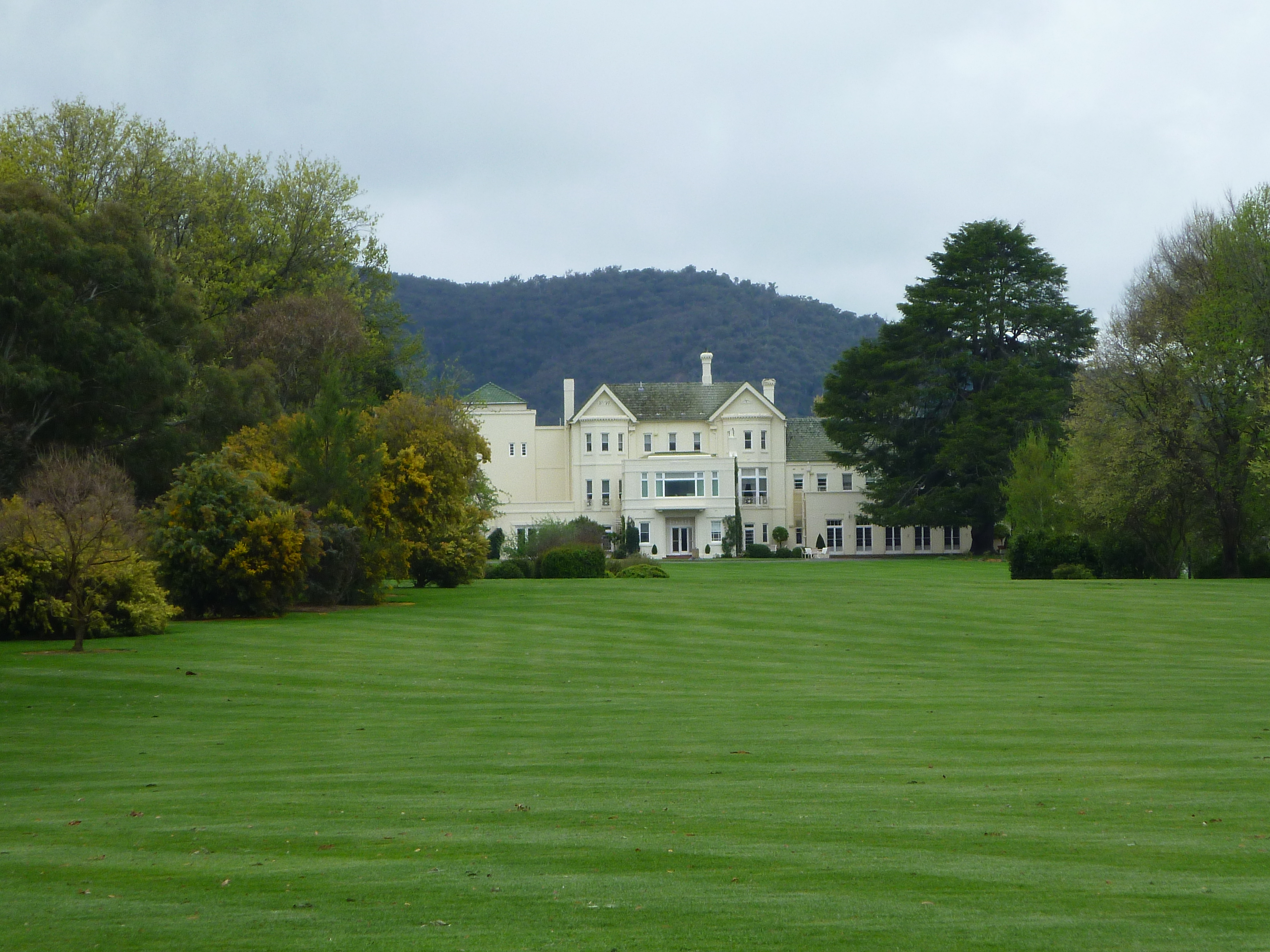
La Government House

Le quartier de Yarralumla comporte beaucoup d'endroits ayant un passé historique particulier. La Gouvernment House (en), résidence officielle du Gouverneur général d'Australie, communément appelée Yarralumla, est située dans la partie est du quartier, au sein d'un domaine de 53 hectares. Elle se trouve au bord du lac Burley Griffin, à côté du Royal Canberra Golf Club (en) et du barrage Scrivener. La maison a été construite en 1891 pour servir de bâtiment principal de la propriété de Yarralumla,. Près du barrage se trouvent également le zoo et aquarium nationaux. La bergerie traditionnelle de Yarralumla est louable pour des évènements particuliers, souvent pour des fêtes ou des danses de brousse (en) (bush dance). Le terrain autour de la bergerie a été converti en un parc équestre ; il comporte des ateliers de saut d'obstacles, d'endurance et de concours complet.
La carrière de Yarralumla est l'une des premières installations industrielles du Territoire de la capitale australienne. Elle a été fermée plusieurs fois à la suite de la Grande Dépression des années 1930 et des deux Guerres mondiales. Certains projets d'améliorations de la carrière sont rejetés par la Direction nationale de la capitale au début des années 1970 ; la carrière ferme en 1976. Aujourd'hui, le site est fermé au public et se trouve dans un état délabré. L'espace vert non clôturé autour de la carrière est un lieu de récréation très apprécié des habitants de Yarralumla,. Un projet de développement résidentiel a été élaboré concernant ce site de 42 hectares ; il comprenait au départ 1 600 nouveaux logements, mais ce nombre a été considérablement diminué.

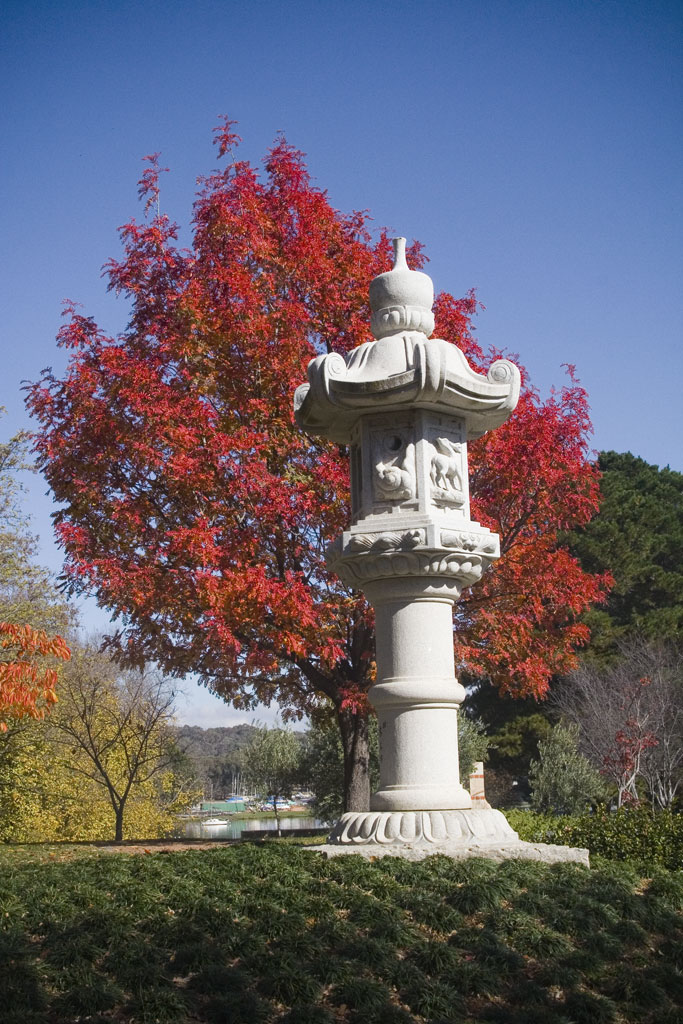
Une lanterne japonaise en pierre aux Lennox Gardens

Les Lennox Gardens (en) se trouvent également à l'extrémité est du quartier, tout comme le Yarralumla Yacht Club, l'Albert Hall (Australie) et l'Hotel Canberra. L'Hotel Canberra ouvre en 1924 afin d'accueillir les hommes politiques lors des sessions parlementaires. Il est ensuite fermé en 1974 et les bâtiments sont reconvertis en annexes du parlement entre 1976 et 1984. Le groupe hôtelier Hyatt rouvre l'Hotel Canberra en 1987.

### Ambassades

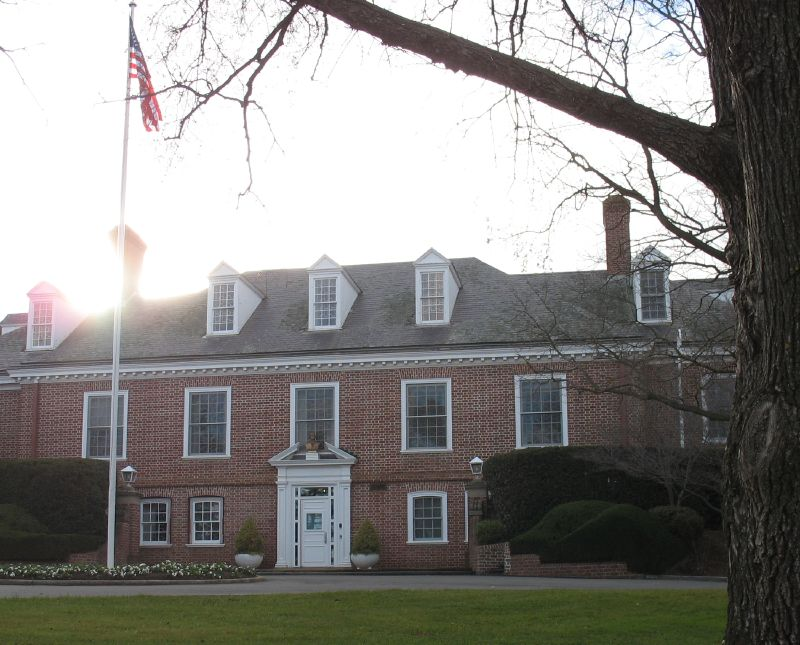
L'ambassade des États-Unis, construite dans un style géorgien

L'extrémité est de Yarralumla comporte la plupart des ambassades de Canberra ; beaucoup d'entre elles sont construites dans le style traditionnel de leur pays représentant, comme les ambassades d'Arabie saoudite et de Thaïlande, ainsi que le haut-commissariat d'Inde et de Papouasie-Nouvelle-Guinée. L'ambassade des États-Unis est la première ambassade construite à Canberra, la première pierre ayant été posée le 4 juillet 1942, Jour de l'Indépendance des États-Unis. L'ambassade est composée de plusieurs bâtiments géorgiens, inspirée de plusieurs édifices conçus par Christopher Wren pour l'État de Virginie au début du XVIIIe siècle. L'ambassade de France comprend un Mémorial de guerre franco-australien ouvert en 1961, qui comporte une sculpture de André Bizette-Lindet, nommée Victoire ailée. À Canberra, le circuit touristique no 6 emmène les touristes dans les rues de plusieurs ambassades de la ville, dont celles situées à Yarralumla. Il zigzague dans la partie est de Yarralumla et passe devant la plupart des missions diplomatiques,.
| Ambassades et hauts-commissariats à Yarralumla, | Ambassades et hauts-commissariats à Yarralumla, | Ambassades et hauts-commissariats à Yarralumla, | Ambassades et hauts-commissariats à Yarralumla, | Ambassades et hauts-commissariats à Yarralumla, | Ambassades et hauts-commissariats à Yarralumla, |
| ----------------------------------------------- | ----------------------------------------------- | ----------------------------------------------- | ----------------------------------------------- | ----------------------------------------------- | ----------------------------------------------- |
| Belgique                                        | Brésil                                          | Canada                                          | Chine                                           | Égypte                                          | Finlande                                        |
| France                                          | Allemagne                                       | Grèce                                           | Inde                                            | Indonésie                                       | Irlande                                         |
| Israël                                          | Japon                                           | Corée du Sud                                    | Malaisie                                        | Mexique                                         | Birmanie                                        |
| Pays-Bas                                        | Nouvelle-Zélande                                | Nigeria                                         | Norvège                                         | Papouasie-Nouvelle-Guinée                       | Philippines                                     |
| Pologne                                         | Arabie saoudite                                 | Singapour                                       | Afrique du Sud                                  | Espagne                                         | Sri Lanka                                       |
| Suède                                           | Thaïlande                                       | Royaume-Uni                                     | États-Unis                                      | Turquie                                         |                                                 |